# Miss Supranational 2022

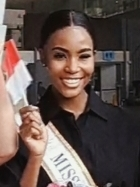
Miss Supranational 2022 - Lalela Mswane

Miss Supranational 2022 – 13. wybory Miss Supranational. Konkurs odbył się 15 lipca 2022, po raz drugi w Amfiteatrze Parku Strzeleckiego w Nowym Sączu.

## Rezultaty
| Tytuł                   | Laureatka |
| ----------------------- | --- |
| Miss Supranational 2022 | - Południowa Afryka – Lalela Mswane |
| 1. wicemiss             | - Tajlandia – Praewwanich Ruangthong |
| 2. wicemiss             | - Wietnam – Nguyễn Huỳnh Kim Duyên |
| 3. wicemiss             | - Indonezja – Adinda Cresheilla |
| 4. wicemiss             | - Wenezuela – Ismelys Velásquez |
| Top 12                  | - Czechy – Kristýna Malířová - Indie – Ritika Khatnani - Kenia – Roleen Mose - Kolumbia – Valentina Espinosa - Mauritius – Alexandrine Belle-Étoile - Peru – Almendra Castillo - Polska – Agata Wdowiak |
| Top 24                  | - Boliwia – Macarena Castillo - Brazylia – Giovanna Reis - Ekwador – Valery Carabali - Filipiny – Alison Black - Ghana – Gifty Boakye - Gwatemala – María Fernanda Milián - Hongkong – Kumiko Lau - Jamajka – Carisa Peart - Malezja – Melisha Lin - Namibia – Julita Kitwe - Rumunia – Andra Tache - Trynidad i Tobago – Christin Coeppicus |

Po finale ujawniono szczegółowe TOP 30 konkursu:
|  | - 1. Południowa Afryka – Lalela Mswane - 2. Tajlandia – Praewwanich Ruangthong - 3. Wietnam – Nguyễn Huỳnh Kim Duyên - 4. Indonezja – Adinda Cresheilla - 5. Wenezuela – Ismelys Velásquez - 6. Indie – Ritika Khatnani - 7. Polska – Agata Wdowiak - 8. Kolumbia – Valentina Espinosa - 9. Czechy – Kristýna Malířová - 10. Mauritius – Alexandrine Belle-Étoile | - 11. Peru – Almendra Castillo - 12. Kenia – Roleen Mose - 13. Jamajka – Carisa Peart - 14. Ekwador – Valery Carabali - 15. Namibia – Julita Kitwe - 16. Brazylia – Giovanna Reis - 17. Filipiny – Alison Black - 18. Rumunia – Andra Tache - 19. Boliwia – Macarena Castillo - 20. Hongkong – Kumiko Lau | - 21. Trynidad i Tobago – Christin Coeppicus - 22. Ghana – Gifty Boakye - 23. Malezja – Melisha Lin - 24. Gwatemala – María Fernanda Milián - 25. Zambia – Savena Mushinge - 26. Hiszpania – Ana Karla Ramirez - 27. Niemcy – Jasmin Selberg - 28. Panama – Cecilia Medina - 29. Kanada – Jessica Bailey - 30. Islandia – Íris Freyja Salguero |

## Kontynentalne Królowe Piękności
| Kontynent | Laureatka                            |
| --------- | ------------------------------------ |
| Afryka    | Mauritius – Alexandrine Belle-Étoile |
| Ameryki   | Kolumbia – Valentina Espinosa        |
| Azja      | Indie – Ritika Khatnani              |
| Karaiby   | Jamajka – Carisa Peart               |
| Europa    | Polska – Agata Wdowiak               |

## Jurorzy

### Preeliminacje
- Chanique Rabe – Miss Supranational 2021
- Anntonia Porsild – Miss Supranational 2019
- Valeria Vazquez Latorre – Miss Supranational 2018
- Valentina Sánchez – 3. wicemiss Supranational 2021
- Eoanna Constanza – 4. wicemiss Supranational 2021
- Varo Vargas – Mister Supranational 2021
- Andre Sleigh – dyrektor kreatywny konkurs Miss i Mister Supranational
- Gerhard Parzutka von Lipiński – prezes organizacji konkursu Miss i Mister Supranational

## Nagrody specjalne
Supra Fan Vote
- Zwyciężczyni automatycznie awansuje do TOP 12

| Rezultat     | Uczestniczka |
| ------------ | --- |
| Zwyciężczyni | - Kenia – Roleen Mose |
| Top 10       | - Chiny – Sophia Su - Holandia – Serena Darder - Filipiny – Alison Black - Indonezja – Adinda Cresheilla - Południowa Afryka – Lalela Mswane - Salwador – Jennifer Figueroa - Tajlandia – Praewwanich Ruangthong - Wietnam – Nguyễn Huỳnh Kim Duyên - Zambia – Savena Mushinge |
| Top 13       | - Indie – Ritika Khatnani - Japonia – Rina Okada - Malezja – Melisha Lin |

Miss Supra Influencer
- Zwyciężczyni automatycznie awansuje do TOP 24

| Rezultat     | Uczestniczka |
| ------------ | --- |
| Zwyciężczyni | - Ghana – Gifty Boakye |
| Top 10       | - Ekwador – Valery Carabalí - Finlandia – Jana Boricheva - Francja – Valentine Le Corre - Indie – Ritika Khatnani - Malezja – Melisha Lin - Malta – Nicole Vella - Namibia – Julita Kitwe - Niemcy – Jasmin Selberg - Singapur – Jiayi Sin |
| Top 15       | - Dania – Johanne Hansen - Filipiny – Alison Black - Holandia – Serena Darder - Portugalia – Ana Rita Aguiar - Słowacja – Jana Vozarová |
| Top 22       | - Curaçao – Risandra Simon - Haiti – Lynn Rubiane St-Germain - Lesotho – Boitumelo Sehlotho - Peru – Almendra Castillo - Południowa Afryka – Lalela Mswane - Rumunia – Andra Tache - Urugwaj – Ximena Bertinat |
| Top 42       | - Belgia – Thanaree Scheerlinck - Czechy – Kristýna Malířová - Dominikana – Emely Ruiz - Grecja – Eliza Sophia - Hiszpania – Ana Karła Ramirez - Indonezja – Adinda Cresheilla - Irlandia – Shannon McCullagh - Jamajka – Carisa Peart - Japonia – Rina Okada - Kanada – Jessica Bailey - Kolumbia – Valentina Espinosa - Laos – Narathip Siripaphanh - Meksyk – Regina González - Polska – Agata Wdowiak - Portoryko – Ariette Banchs - Salwador – Jennifer Figueroa - Trynidad i Tobago – Christin Coeppicus - Stany Zjednoczone – Sofia Acosta - Wybrzeże Kości Słoniowej – Cadic N'guessan - Zambia – Savena Mushinge |

Supra Model of the Year
- Zwyciężczyni automatycznie awansuje do TOP 24

| Rezultat     | Uczestniczka | Uczestniczka |
| ------------ | --- | --- |
| Zwyciężczyni | - Czechy – Kristýna Malířová | - Czechy – Kristýna Malířová |
| Top 5        | Afryka | Mauritius – Alexandrine Belle-Étoile |
| Top 5        | Ameryka | Kolumbia – Valentina Espinosa |
| Top 5        | Azja | Wietnam – Nguyễn Huỳnh Kim Duyên |
| Top 5        | Karaiby | Jamajka – Carisa Peart |
| Top 5        | Europa | Czechy – Kristýna Malířová |
| Top 11       | - Haiti – Lynn Rubiane St-Germain - Indie – Ritika Khatnani - Indonezja – Adinda Cresheilla - Panama – Cecilia Medina - Południowa Afryka – Lalela Mswane - Rumunia – Andra Tache | - Haiti – Lynn Rubiane St-Germain - Indie – Ritika Khatnani - Indonezja – Adinda Cresheilla - Panama – Cecilia Medina - Południowa Afryka – Lalela Mswane - Rumunia – Andra Tache |

Supra Chat
- Zwyciężczynie automatycznie awansują do TOP 24

| Rezultat    | Uczestniczka |
| ----------- | --- |
| Zwycięzcyni | - Indonezja – Adinda Cresheilla - Wietnam – Nguyễn Huỳnh Kim Duyên |
| Top 10      | - Boliwia – Macarena Castillo - Chiny – Sophia Su - Haiti – Lynn Rubiane St-Germain - Holandia – Serena Darder - Hongkong – Kumiko Lau - Malezja – Melisha Lin - Namibia – Julita Kitwe - Zambia – Savena Mushinge |

Miss Talentu
| Rezultat     | Uczestniczka                                                                        |
| ------------ | ----------------------------------------------------------------------------------- |
| Zwyciężczyni | - Filipiny – Alison Black                                                           |
| Top 3        | - Indie – Ritika Khatnani - Japonia – Rina Okada                                    |
| Top 6        | - Indonezja – Adinda Cresheilla - Jamajka – Carisa Peart - Meksyk – Regina González |

Miss Elegancji
| Rezultat     | Uczestniczka |
| ------------ | --- |
| Zwyciężczyni | - Turcja – Şira Sahilli |
| 1. wicemiss  | - Argentyna – Maria Acst |
| 2. wicemiss  | - Tajlandia – Praewwanich Ruangthong |
| Top 15       | - Brazylia – Giovanna Reis - Ekwador – Valery Carabali - Gwatemala – María Fernanda Milián - Indonezja – Adinda Cresheilla - Japonia – Rina Okada - Kazachstan – Aigerim Baitore - Laos – Narathip Siripaphanh - Nigeria – Adaeze Chineme - Panama – Cecilia Medina - Hiszpania – Ana Karla Ramírez - Trynidad i Tobago – Christin Coeppicus - Ukraina – Diana Mironenko |

## Lista uczestniczek
69 kandydatek konkursu Miss Supranational 2022:
| Państwo                  | Kandydatka                                | Wiek | Miasto rodzinne     |
| ------------------------ | ----------------------------------------- | ---- | ------------------- |
| Anglia                   | Kate Marie McDonnell                      | 28   | Coventry            |
| Argentyna                | Maira Acst                                | 24   | Corrientes          |
| Belgia                   | Thanaree Scheerlinck                      | 26   | Wemmel              |
| Boliwia                  | Macarena Manuela Castillo Bernal          | 24   | Tupiza              |
| Brazylia                 | Giovanna Reis                             | 21   | Cascavel            |
| Chile                    | Constanza Belén Araos Alcayaga            | 24   | Vicuña              |
| Chiny                    | Sophia Florence Su Cia-Fang               | 27   | Harbin              |
| Curaçao                  | Risandra Simon                            | 24   | Willemstad          |
| Czechy                   | Kristýna Malířová                         | 23   | Čížkovice           |
| Dania                    | Johanne Grundt Højgård Hansen             | 20   | Fensmark            |
| Dominikana               | Emely Altagracia Ruiz Acosta              | 29   | Mao                 |
| Ekwador                  | Valery Romina Carabalí Medina             | 23   | Guayaquil           |
| Filipiny                 | Alison Black                              | 23   | Las Piñas           |
| Finlandia                | Jana Boricheva                            | 20   | Turenki             |
| Francja                  | Valentine Le Corre                        | 21   | Morbihan            |
| Ghana                    | Gifty Ewura Abena Boakye                  | 29   | Akwatia             |
| Grecja                   | Eliza Sophia Bitsia                       | 20   | Ateny               |
| Gwatemala                | María Fernanda Milián Siliezar            | 25   | Cobán               |
| Haiti                    | Lynn Rubiane St-Germain                   | 28   | Port-au-Prince      |
| Hiszpania                | Ana Karla Ramírez                         | 25   | Malaga              |
| Holandia                 | Serena Darder Aguilar                     | 22   | Badhoevedorp        |
| Hongkong                 | Kumiko Lau                                | 28   | Tai Po              |
| Indie                    | Ritika Khatnani                           | 20   | Pune                |
| Indonezja                | Adinda Cresheilla                         | 25   | Surabaja            |
| Irlandia                 | Shannon McCullagh                         | 25   | Belfast             |
| Islandia                 | Íris Freyja Salguero Kristínardóttir      | 23   | Mosfellsbær         |
| Jamajka                  | Carisa Peart                              | 27   | Saint Ann’s Bay     |
| Japonia                  | Rina Okada                                | 27   | Sapporo             |
| Kambodża                 | Leakena Sambor Khmao Sraem                | 20   | Phnom Penh          |
| Kanada                   | Jessica Bailey                            | 24   | Langley             |
| Kazachstan               | Aigerim Baitore                           | 24   | Ałmaty              |
| Kenia                    | Roleen Mose                               | 19   | Nairobi             |
| Kirgistan                | Shirin Alaychieva                         | 18   | Osz                 |
| Kolumbia                 | Valentina Espinosa Guzmán                 | 24   | Cartagena de Indias |
| Korea Południowa         | Che-ryun Song                             | 20   | Seul                |
| Kostaryka                | Natalia González Solorzano                | 23   | San José            |
| Kuba                     | Liz Rodríguez                             | 18   | Camagüey            |
| Laos                     | Narathip Siripaphanh                      | 24   | Wientian            |
| Lesotho                  | Boitumelo Sehlotho                        | 20   | Maseru              |
| Malezja                  | Melisha Lin                               | 24   | Kuala Lumpur        |
| Malta                    | Nicole Vella Scerri                       | 22   | Rabat               |
| Mauritius                | Alexandrine Belle-Étoile                  | 25   | Curepipe            |
| Meksyk                   | Regina González Salman                    | 20   | Zapopan             |
| Namibia                  | Julita-Kitwe Mbangula                     | 26   | Okatana             |
| Nepal                    | Keshu Khadka                              | 28   | Patan               |
| Niemcy                   | Jasmin Selberg                            | 23   | Dortmund            |
| Nigeria                  | Adaeze Chineme                            | 26   | Umuahia             |
| Panama                   | Cecilia Del Carmen Medina                 | 26   | Panama              |
| Paragwaj                 | Violeta Van Humbeck                       | 28   | Ciudad del Este     |
| Peru                     | Almendra Castillo O'Brien                 | 27   | Callao              |
| Polska                   | Agata Wdowiak                             | 26   | Łódź                |
| Południowa Afryka        | Lalela Mswane                             | 25   | Richards Bay        |
| Portoryko                | Ariette Nathalia Banchs Colon             | 23   | Ponce               |
| Portugalia               | Ana Rita Aguiar                           | 25   | Vale de Cambra      |
| Rumunia                  | Andra Tache                               | 18   | Braszów             |
| Salwador                 | Jennifer Paola Figueroa Flores            | 21   | Santa Ana           |
| Singapur                 | Jiayi Sin                                 | 23   | Toa Payoh           |
| Słowacja                 | Jana Vozárová                             | 21   | Púchov              |
| Stany Zjednoczone        | Sofia Acosta                              | 26   | Miami               |
| Tajlandia                | Praewwanich Ruangthong                    | 29   | Chumphon            |
| Trynidad i Tobago        | Christin Coeppicus                        | 24   | Princes Town        |
| Turcja                   | Şira Sahilli                              | 22   | Stambuł             |
| Ukraina                  | Diana Mironenko                           | 28   | Odessa              |
| Urugwaj                  | Ximena Cecilia Bertinat Ayala             | 27   | Colonia Valdense    |
| Wenezuela                | Ismelys Milagros Del Valle Velásquez Lugo | 22   | La Guaira           |
| Wietnam                  | Nguyễn Huỳnh Kim Duyên                    | 26   | Cần Thơ             |
| Wybrzeże Kości Słoniowej | Cadic N'guessan                           | 22   | Abidżan             |
| Zambia                   | Savena Mushinge                           | 25   | Lusaka              |
| Zimbabwe                 | Kimberly Tatenta Mayoyo                   | 24   | Masvingo            |

## Pozostałe informacje
Państwa, które zadebiutowały w konkursie
- Kambodża
- Kirgistan
- Lesotho

### Państwa, które powróciły do konkursu
Ostatni raz w konkursie w 2012:
- Kuba

Ostatni raz w konkursie w 2013:
- Urugwaj

Ostatni raz w konkursie w 2015:
- Curaçao
- Hongkong

Ostatni raz w konkursie w 2017:
- Kazachstan
- Zimbabwe

Ostatni raz w konkursie w 2018:
- Dania
- Malezja
- Togo

Ostatni raz w konkursie w 2019:
- Argentyna
- Gwatemala
- Kostaryka
- Laos
- Mauritius
- Singapur
- Turcja
- Ukraina
- Wietnam
- Wybrzeże Kości Słoniowej
- Zambia

Państwa, które zrezygnowały z konkursu
- Albania
- Bahamy
- Gujana
- Gwadelupa
- Norwegia
- Rosja
- Sierra Leone
- Sudan Południowy
- Surinam
- Szwecja

Kraje, które wybrały kandydatki, lecz wycofały się z konkursu
debiut
- Botswana – Nthabiseng Lebethe
- Uganda – Sharon Lillian Namaganda

powrót
- Chorwacja – Miriam Jadric
- Rwanda – Charlotte Umulisa
- Surinam – I-Raisa Belfor
- Togo – Mathilde Sélom Abra Honyiglo

## Kandydatki, które brały udział w innych konkursach piękności
|  | Miss Universe - 2021: Polska - Agata Wdowiak - 2021: Południowa Afryka - Lalela Mswane (2. wicemiss) - 2021: Wietnam - Nguyễn Huỳnh Kim Duyên (Top 16) - 2022: Mauritius - Alexandrine Belle-Étoile Miss World - 2019: Malta - Nicole Vella Scerri Miss International - 2019: Portugalia - Ana Rita Aguiar - 2022: Niemcy - Jasmine Selberg (Zwyciężczyni) Miss Earth - 2017: Ukraina - Diana Mironenko - 2019: Irlandia - Shannon McCullagh - reprezentowała Irlandia Północna - 2021: Anglia - Kate Marie McDonnell Miss Grand International - 2021: Haiti - Lynn Rubiane St-Germain - 2021: Irlandia - Shannon McCullagh - reprezentowała Irlandia Północna Miss Intercontinental - 2021: Kazachstan - Aigerim Baitore Top Model of the World - 2021: Kostaryka - Natalia González Solorzano (Top 15) The Miss Globe - 2019: Czechy - Kristýna Malířová (4. wicemiss) - 2021: Niemcy - Jasmine Selberg (Top 15) - 2022: Grecja - Eliza Sophia Bitsia Miss Global - 2017: Anglia - Kate Marie McDonnell - 2019: Hongkong - Kumiko Lau (Top 25) Miss Eco International - 2016: Anglia - Kate Marie McDonnell - 2022: Chiny - Sophia Florence Su Cia-Fang | Miss Aura International - 2019: Czechy - Kristýna Malířová (Zwyciężczyni) World Miss University - 2018: Portugalia - Ana Rita Aguiar Miss América Latina del Mundo - 2022: Kostaryka - Natalia González Solorzano (Top 7) Miss Mesoamérica International - 2021: Wenezuela - Ismelys Milagros Del Valle Velásquez Lugo (Zwyciężczyni) Miss Panamerican International - 2019: Salwador - Jennifer Paola Figueroa Flores Reina Hispanoamericana - 2018: Portugalia - Ana Rita Aguiar Reinado Internacional del Café - 2022: Wenezuela - Ismelys Milagros Del Valle Velásquez Lugo (Zwyciężczyni) - 2023: Polska - Agata Wdowiak Reinado Internacional del Cacao - 2019: Wenezuela - Ismelys Milagros Del Valle Velásquez Lugo (2. wicemiss) Miss Africa - 2021: Namibia - Julita-Kitwe Mbangula (2. wicemiss) Miss University Africa - 2018: Mauritius - Alexandrine Belle-Étoile (Top 10) Miss Teen International - 2018: Indie - Ritika Khatnani (1. wicemiss) |  |